# بولية (إيطاليا)
بولية أو بوليا (بالإيطالية: Puglia)‏ هي منطقة في جنوب شرق إيطاليا مطلة على البحر الأدرياتيكي في الشرق والبحر الأيوني إلى الجنوب الشرقي ومضيق أطرانط وخليج طارنط في الجنوب. جزئها الجنوبي يعرف باسم سالنتو وهو شبه جزيرة تشكل كعب «الجزمة» الإيطالية. تبلغ مساحة الإقليم 19345 كيلومتر مربع (7469 ميل مربع) وتعداد سكانه حوالي 4 ملايين. يحد بولية أقاليم إيطالية أخرى مثل مُليزة إلى الشمال وكمبانية إلى الغرب بزلكاتة إلى الجنوب الغربي. جيرانها اليونان وألبانيا عبر البحر الأيوني وبحر أدريا على التوالي. تمتد المنطقة شمالاً حتى مونتي غارغانو، وشهدت آخر مراحل الحرب البونيقية الثانية.

## التاريخ

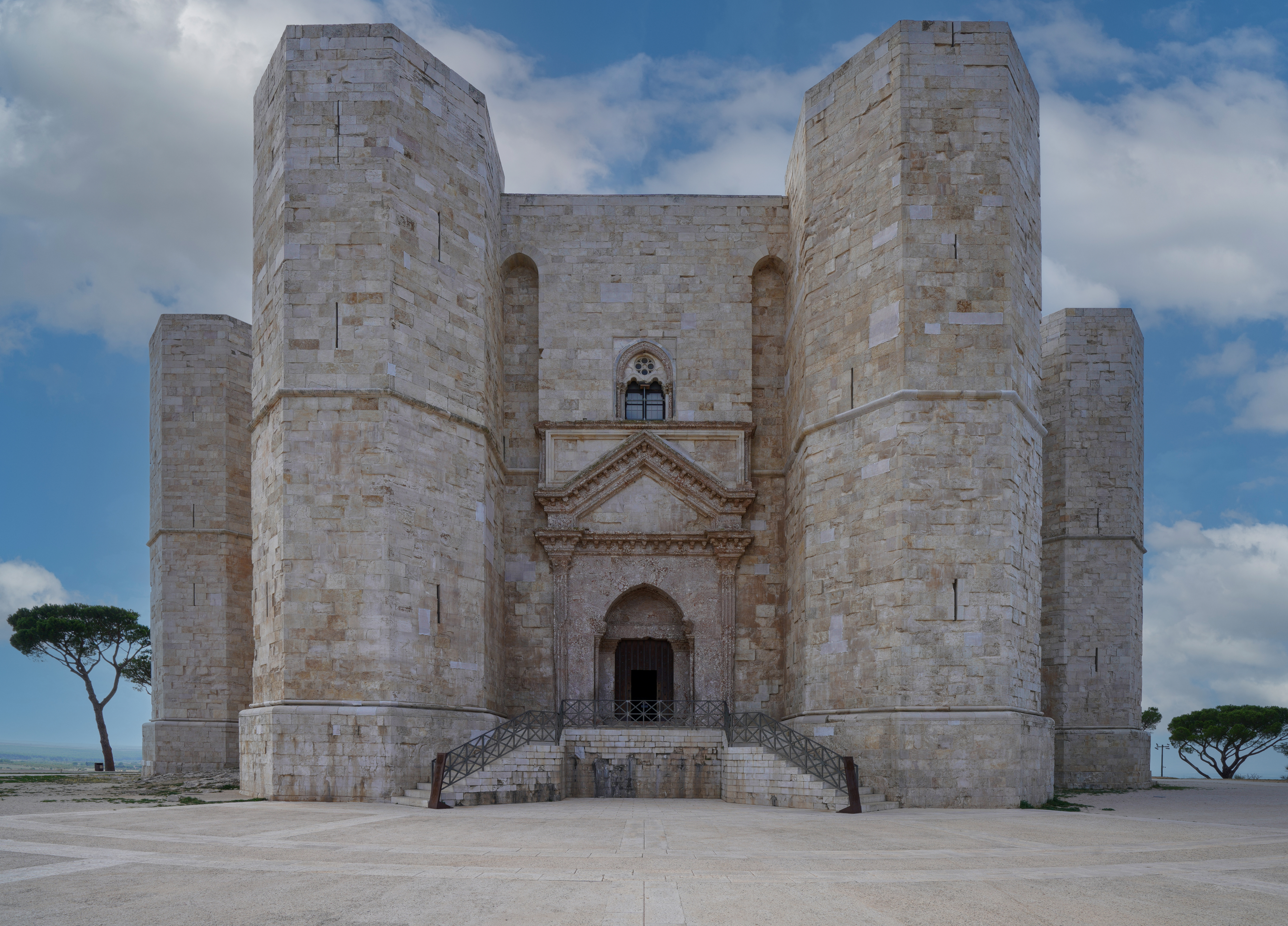
كاستل دل مونتي، مبنى شيده الإمبراطور الروماني المقدس فريدريك الثاني بين عامي 1240 و 1250 في أندريا.

يعد الإقليم أحد أغنى الأراضي الإيطالية بالموجودات الأثرية، حيث أنها مأهولة منذ الألفية الأولى قبل الميلاد من قبل العديد من الشعوب الإيليرية والإيطاليقية. امتد نفوذ الإغريق في القرن الثامن قبل الميلاد حتى وصل إلى منطقة طارنت وسالنتو في ماجنا غراسيا. في القرنين الخامس والرابع قبل الميلاد، أنتجت المستوطنة اليونانية في تاراس نمطاً مميزاً من الفخار (الرسم البولياني على الفخار).
في العصور القديمة، أطلق اسم بولية فقط على الجزء الشمالي من المنطقة الحالية بينما عرفت المنطقة الجنوبية باسم قلورية وهو اسم أطلق لاحقاً على «الإصبع» في «الجزمة» الإيطالية.
كانت بولية منطقة حيوية لروما القديمة التي ضمتها أثناء الحروب ضد السامنيين وضد بيروس في القرنين الرابع والثالث قبل الميلاد، لكنها تعرضت لهزيمة ساحقة هنا في معركة كاناي ضد حنبعل. مع ذلك، استولى الرومان على مينائي بريدنيزي وتارانتو بعد أن غادرهما القرطاجيون وفرضوا سيطرتهم على المنطقة. خلال العصر الإمبراطوري، كانت بولية منطقة مزدهرة في إنتاج الحبوب والزيت لتصبح أهم مصدر للمقاطعات الشرقية.
بعد سقوط روما، خضعت بولية لسيطرة القوط واللومبارديين وابتداء من القرن السادس للبيزنطيين. أصبحت باري عاصمة الإقليم الذي اتسع إلى بازيليكاتا الحديثة وحكمه كاتيبانو (حاكم) ومنه يأتي الاسم كابيتاناتا في حي باريزي. ابتداء من عام 800م كان الوجود الإسلامي متقطعاً لكن بولية بقيت تحت السلطة البيزنطية حتى القرن الحادي عشر عندما غزاها النورمان بسهولة نسبية.

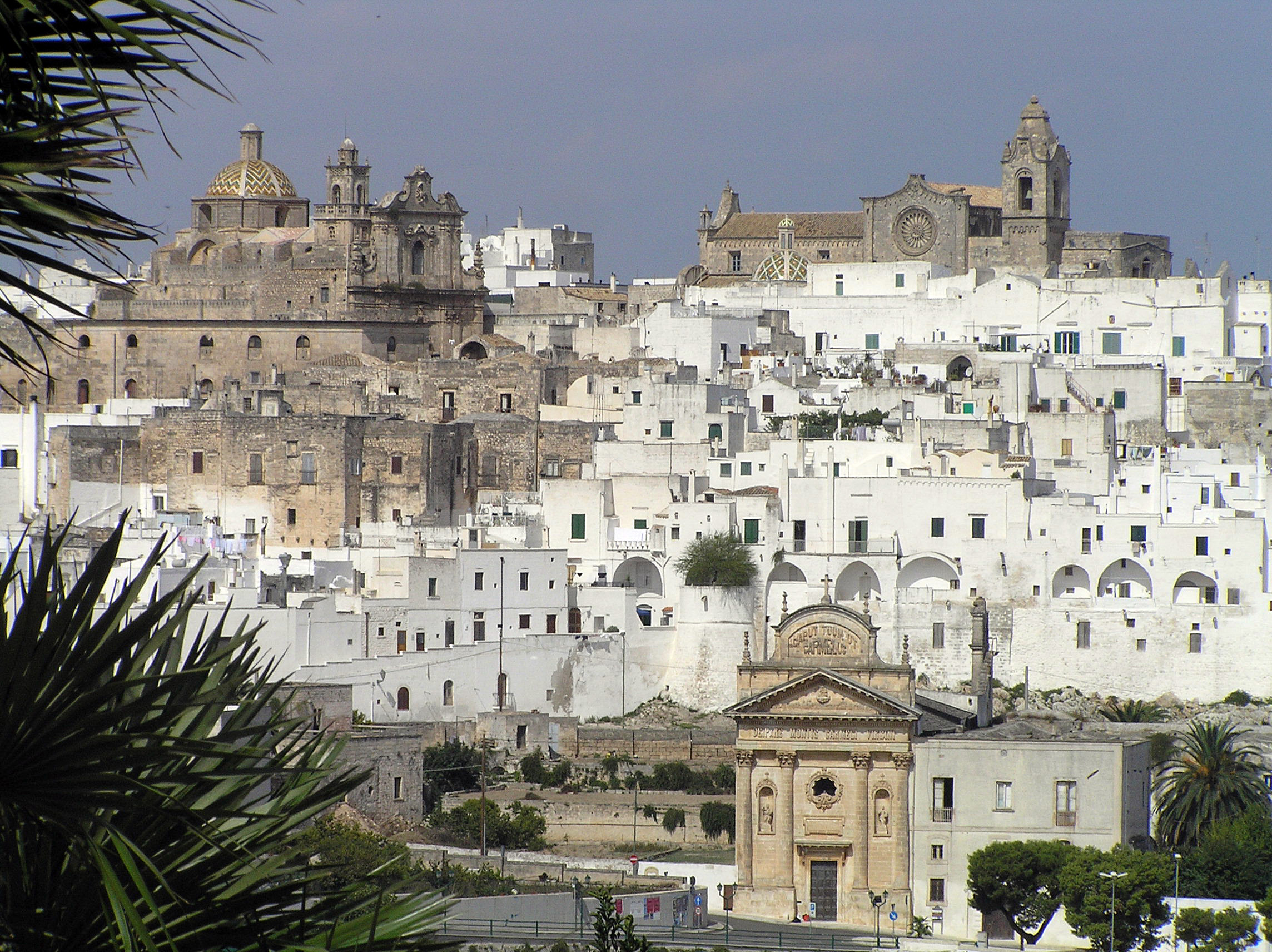
قرية أستوني القروسطية.

أسس روبرت جيسكارد دوقية بولية في 1059. بعد سيطرة النورمان على صقلية في أواخر القرن الحادي عشر، حلت باليرمو مكان ملفي (إلى الغرب من بولية الحالية) كمركز لسلطة النورمان وأصبحت بولية مجرد مقاطعة من مملكة صقلية ومن ثم مملكة نابولي. في أواخر القرن الثاني عشر وأوائل القرن الثالث عشر كانت بولية مقر الإقامة المفضل لأباطرة هوهنشتاوفن، ولاسيما فريدريك الثاني. بعد سقوط ولي عهد الأخير - مانفريد - تحت النفوذ الأنجوفي والأراغوني/الإسباني، هيمن على بولية إلى حد كبير عدد صغير من ملاك الأراضي الأقوياء (باروني). في 1734 كانت معركة بيتونتو والتي شهدت نصراً إسبانياً على القوات النمساوية. احتل الأتراك والبنادقة الساحل في بعض الأحيان. سيطر الفرنسيون على المنطقة في 1806-1815، مما أدى إلى إلغاء الإقطاع وإصلاح النظام القضائي.

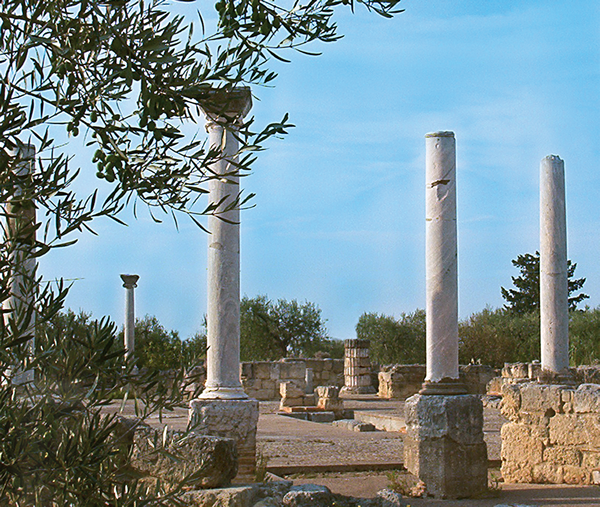
معبد كانوسا دي بوليا.

بدأت حركات التحرر في الانتشار في عشرينيات القرن التاسع عشر. وفي عام 1861، مع سقوط مملكة الصقليتين انضمت المنطقة إلى مملكة إيطاليا. تسارعت عملية الإصلاح الزراعي والاجتماعي التي ظهرت ببطء في القرن التاسع عشر في منتصف القرن 20.
تعكس العمارة المميزة في بولية من القرنين الحادي عشر والثالث عشر الأنماط اليونانية والبيزنطية والنورمانية وتلك القادمة من بيزا. تقع الجامعات في باري وفودجا وليتشي، ولها فروع في تارانتو وبرينديزي.

## الجغرافيا

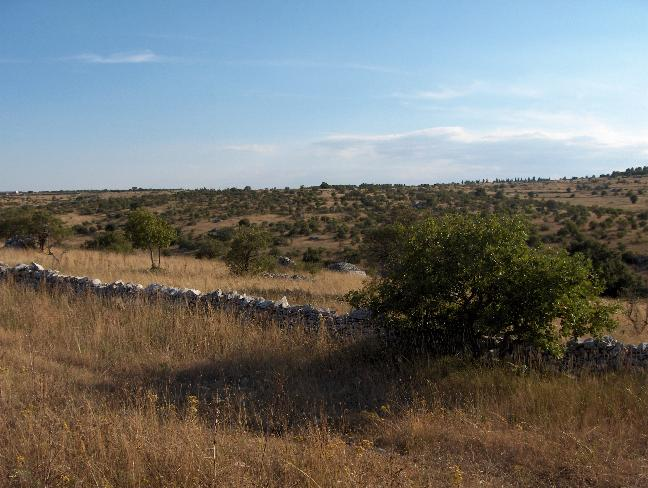
سفح هضبة مورجيا.

تقع بولية في الطرف الجنوبي الشرقي من شبه الجزيرة الإيطالية وتغطي أكثر من 19,000 كم2 من السهول الواسعة والتلال المنخفضة. لا تتجاوز المناطق الجبلية في رعن غارغانو ومونتي داوني 1,150 متر وتقع في شمال بولية وهي أدنى المناطق الجبلية في إيطاليا.
بولية منطقة جافة جداً. أنهارها القليلة سيلية وتقع في تافولييري ديلي بوليي وهي أرض مسطحة في سفح رعن جارجانو والذي يعد أحد أكبر وأكثر السهول الزراعية إنتاجية في إيطاليا. عدا ذلك تتخلل مياه الأمطار الأحجار الجيرية لتشكل المجاري المائية الجوفية والتي تطفو على السطح بالقرب من الساحل. لذلك المياه الجوفية وفيرة وهناك العديد من الكهوف والحفر. تتميز كهوف كاستيلانا بشكل خاص.

## الحكومة والإدارة
تحسب بولية عادة لصالح اليمين. في انتخابات أبريل 2006، منح حوالي 51.54% من سكان بولية أصواتهم لسيلفيو برلسكوني، وفي انتخابات أبريل 2008 منح نحو 47% أصواتهم للائتلاف الذي يقوده شعب الحرية أي أكثر من عشر نقاط عن الائتلاف بقيادة الحزب الديمقراطي.
على الرغم من ذلك فإن من يحكم المنطقة محلياً هو ائتلاف يساري بقيادة الحزب الديمقراطي وحزب حرية البيئة اليساري منذ عام 2005. انتخب نيكي فيندولا عن حزب التجدد الشيوعي رئيساً، ليصبح أول رئيس مثلي الجنس علناً في إقليم إيطالي. أعيد انتخاب فيندولا في انتخابات عام 2010 هذه المرة ممثلاً لحزب حرية البيئة اليساري.

### التقسيمات الإدارية

بولية ومقاطعاته

يقسم الإقليم إلى ستة مقاطعات (البيانات الرسمية حول المقاطعة السادسة بارليتا أندريا تراني وفقاً لعام 2009 ستكون قابلة للنشر بعد إحصاء 2011.)
| المقاطعة      | المساحة (كم²) | تعداد السكان | الكثافة (كم²) |
| ------------- | ------------- | ------------ | ------------- |
| مقاطعة باري   | 5,138         | 1,601,675    | 311.7         |
| مقاطعة ابرندس | 1,839         | 402,973      | 219.1         |
| مقاطعة فُدجة   | 7,190         | 682,476      | 94.9          |
| مقاطعة لتشة   | 2,759         | 812,690      | 294.5         |
| مقاطعة طارنت  | 2,437         | 580,497      | 238.2         |

## الاقتصاد

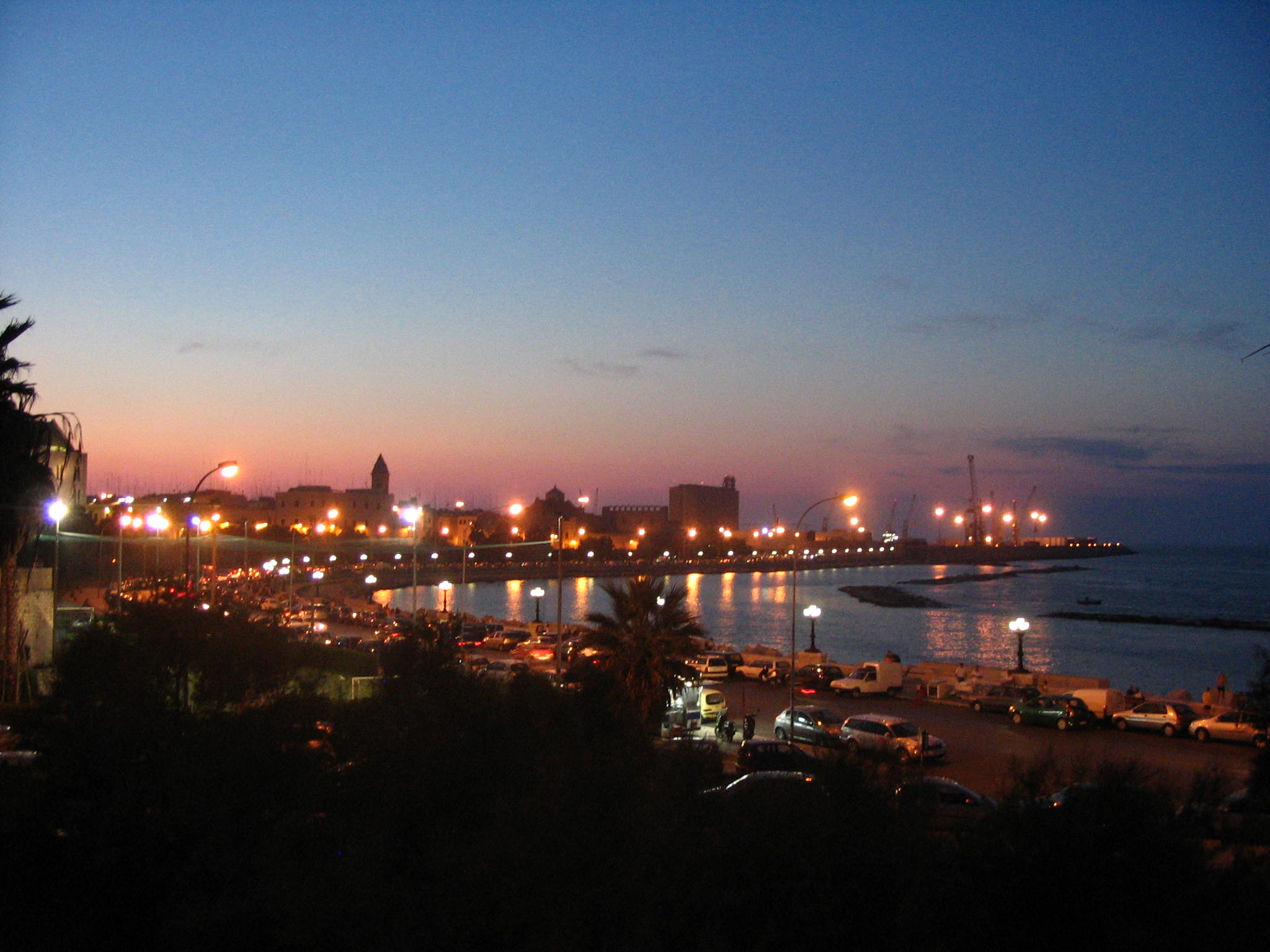
مدينة وميناء باري.

ساهمت المنطقة بنحو 4.6% من إجمالي القيمة المضافة في إيطاليا في 2000 بينما يشكل سكانها 7% من المجموع. نصيب الفرد من الناتج المحلي الإجمالي منخفض نسبياً مقارنة بالمعدل الوطني ويمثل حوالي 68.1% من متوسط الاتحاد الأوروبي.
بالمقارنة مع البلد ككل، يتميز اقتصاد بولية بزيادة التركيز على الزراعة والخدمات بينما نلعب الصناعة الجزء الأصغر. إجمالي القيمة المضافة لقطاعي الزراعة والخدمات من القيمة المضافة الإجمالية للمنطقة أعلى من المتوسط الوطني في عام 2000 بينما حصة الصناعة أدنى.
بدلت القاعدة الصناعية لاقتصاد في المنطقة بشكل جذري في السنوات العشرين الماضية. برزت مصانع ضخمة للغاية ذات رأس مال هائل مثل إلفا (صنع الصلب) في طارنت وإني (بتروكيماويات) في ابرندس ومانفريدونيا، وظهرت إلى جوارها شبكة من الشركات الصغيرة والمتوسطة الحجم تدريجياً وتوفر هذه حالياً ما يقرب من 70% من فرص العمل في المنطقة. يتم تمويل معظم هذه الشركات من خلال رأس المال المحلي. نتيجة لذلك تطورت مجالات متخصصة للغاية تنتج على نطاق ليس فقط محلي وإنما ذا أهمية دولية أيضاً يشمل تجهيز المواد الغذائية والمركبات في مقاطعة فُدجة؛ والأحذية والمنسوجات والأخشاب والأثاث في منطقة برلت شمال باري والأخشاب والأثاث في منطقة مورجي إلى الغرب؛ والهندسة والمطاط والخشب والأثاث وبرامج الكمبيوتر حول باري نفسها؛ والمنسوجات والملابس في مونوبولي بوتينيانو إلى الجنوب، والأحذية والمنسوجات في منطقة كاسارانو. في بعض هذه القطاعات ولا سيما المنسوجات والملابس والأحذية والسيارات والمنتجات الغذائية حققت المنطقة درجة كبيرة من القدرة على المنافسة مع المنتجين الأجانب. أحد العوامل الهامة جداً في القدرة التنافسية للاقتصاد المحلي ينبع من وجود مراكز البحوث والتطوير الهامة مثل تكنوبوليس كساتا قرب باري وتشيتاديلا ديلا ريتشيركا (مركز البحوث والمواد الجديدة) بالقرب من برينديزي ومركز تطوير البرمجيات الجديدة أيضاً قرب باري.
تمتلك المنطقة شبكة جيدة من الطرق ولكن شبكة السكك الحديدية إلى حد ما غير كافية ولا سيما في الجنوب. ترصع الموانئ شاطئ بولية الممتد على طول 800 كم مما يجعل من المنطقة محطة هامة للنقل والسياحة في اليونان وشرق البحر الأبيض المتوسط.

## الديموغرافيا
الكثافة السكانية في بولية أعلى من المتوسط الوطني بقليل. كانت عام 2008 تساوي 211 نسمة/كم2. فودجا هي الأقل كثافة سكانية من بين المقاطعات (96 نسمة/كم2 في عام 2008) بينما مقاطعة باري الأكثر اكتظاظًا بالسكان (308 نسمة/كم2 في عام 2008).
كانت الهجرة من المناطق المكتئبة إلى شمال إيطاليا وبقية أوروبا كثيفة جدًا في السنوات ما بين 1956 و 1971. مع تحسن الأوضاع الاقتصادية تراجعت تلك الظاهرة إلى النقطة التي كان فيها صافي هجرة إلى الإقليم في السنوات ما بين 1982 و 1985. منذ عام 1986 أدى الركود في العمل إلى انعكاس تلك النسبة وذلك ليس بسبب الهجرة الكبيرة من المنطقة وإنما بسبب تراجع القادمين إليها ولكن صافي الهجرة تعافى من جديد في بداية القرن الحادي والعشرين. في عام 2008، قدر المعهد الوطني الإيطالي للإحصاءات أن 63,868 شخصاً من الأجانب المولودين في الخارج يعيشون في بولية أي ما يعادل 1.6% من مجموع سكان المنطقة.

## اللغة
اللغة الوطنية الرسمية (منذ 1861) هي الإيطالية. ومع ذلك وبسبب تاريخها الطويل والمتنوعة، استخدمت عدة لغات تاريخية أخرى في هذه المنطقة منذ قرون. في الأقسام الشمالية والوسطى تستخدم بعض اللهجات من اللغة النابولية مثل لهجة باري المستخدمة في منطقة باري أو فودجانو قرب فُدجة. في الجزء الجنوبي من الإقليم تستخدم لهجات من اللغة الصقلية هي سالنتينو وتارانتينو. في الجيوب المعزولة في الجزء الجنوبي من سالنتو، تستخدم لهجة من اليونانية الحديثة يدعى غريكو، ويتحدث بها بضعة آلاف من الناس. تستخدم لهجة نادرة من اللغة البروفنسالية الفرنسية تدعى فايتار في بلدتين معزولتين في مقاطعة فودجا. بينما تستخدم الأربيريشي وهي لهجة من الألبانية في بضع قرى من قبل مجموعة صغيرة جدًا من اللاجئين الذين استقروا هناك في القرن الخامس عشر. انقرضت اللغة الميسابية التي كانت مستخدمة في الإقليم في القرن الأول قبل الميلاد بسبب اعتناقها للثقافة اللاتينية التي جلبها الرومان بعد سيطرتهم على المنطقة في القرن الثالث قبل الميلاد.

## صور

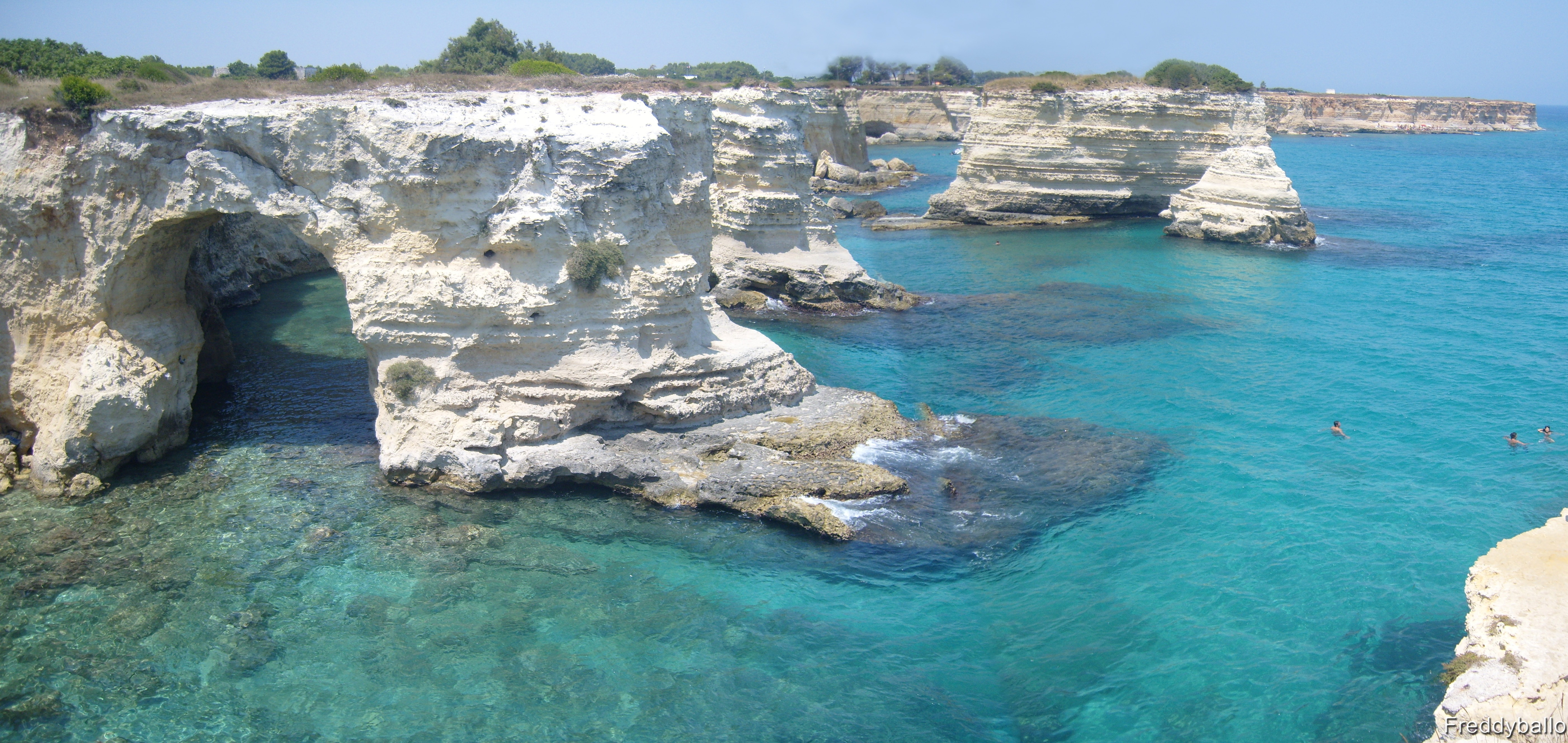
توري سانت أندريا
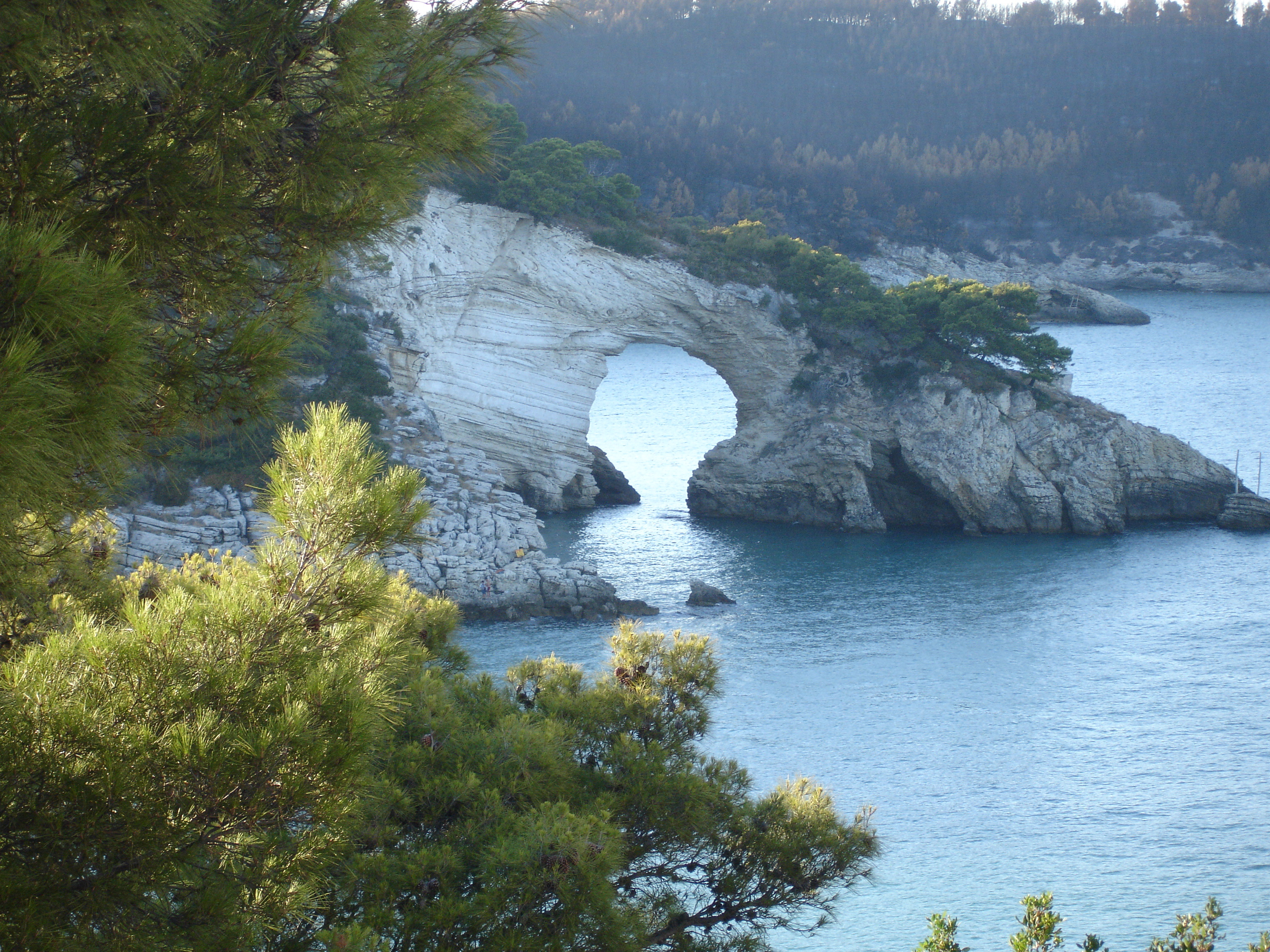
فييستي
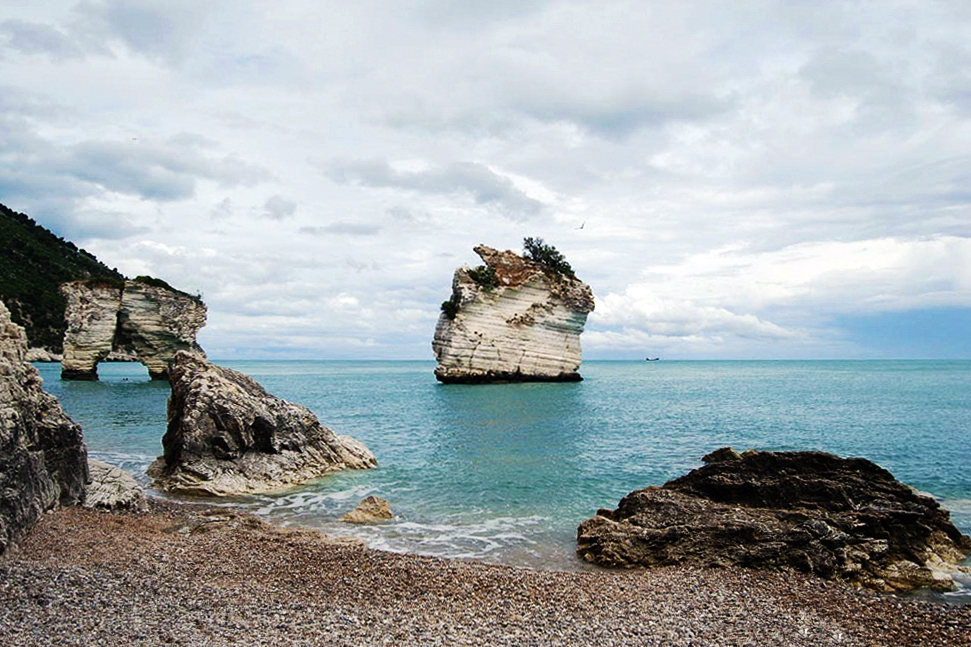
بايا ديلي زاغاري
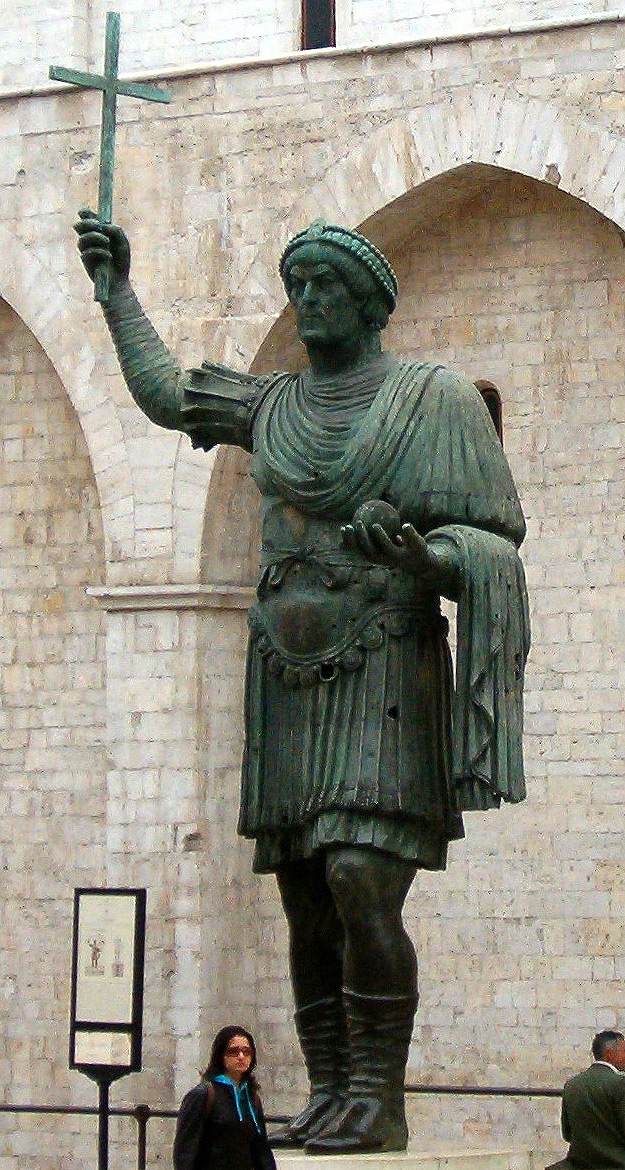
كولوسو دي بارليتا
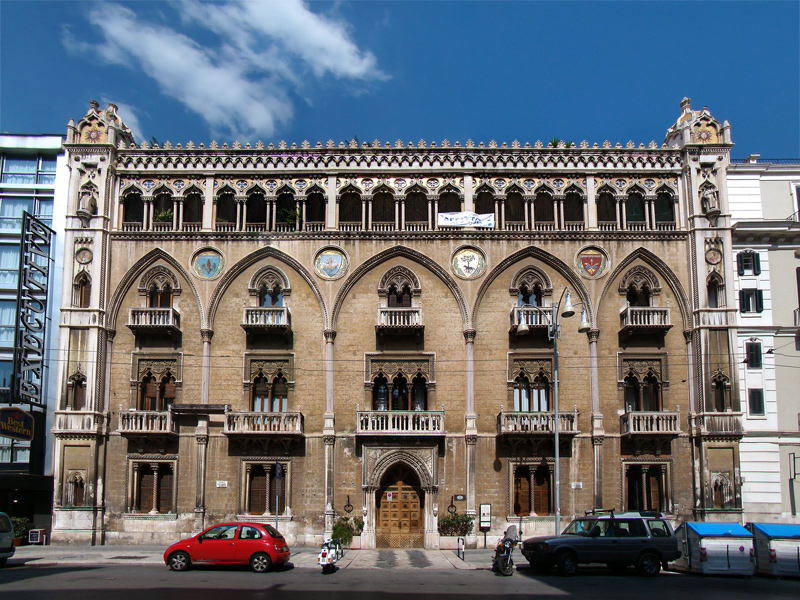
بالاتسو فيتساروتي أ باري
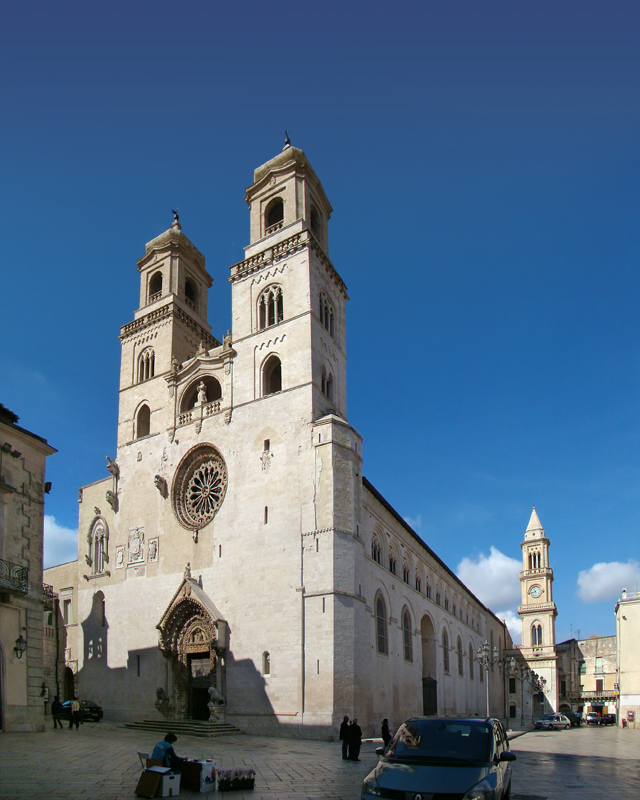
كاتدرالي دي ألتامورا
كييزا سانت أنتونيو أد ألبيروبيلو
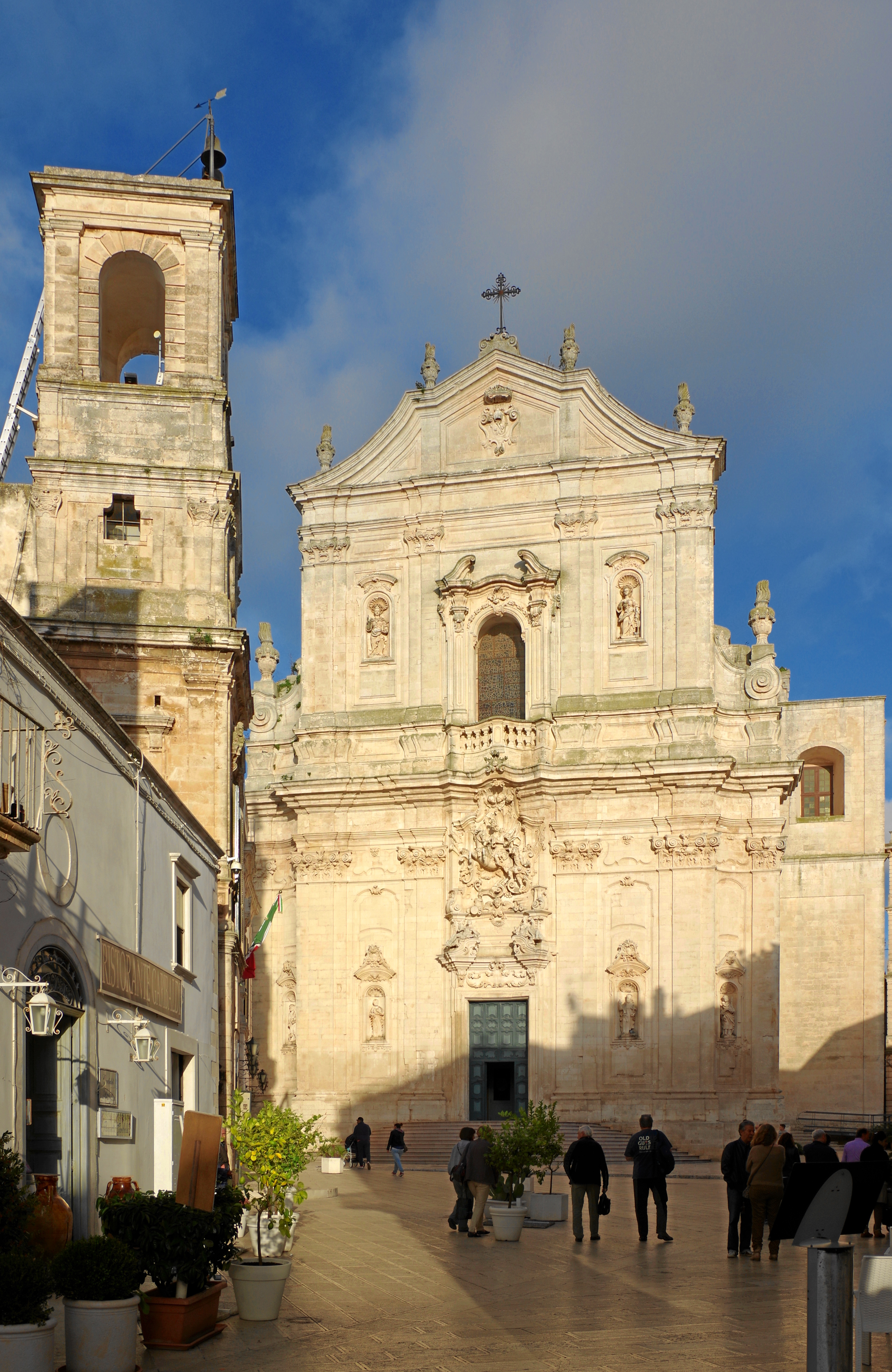
مارتينا فرانكا
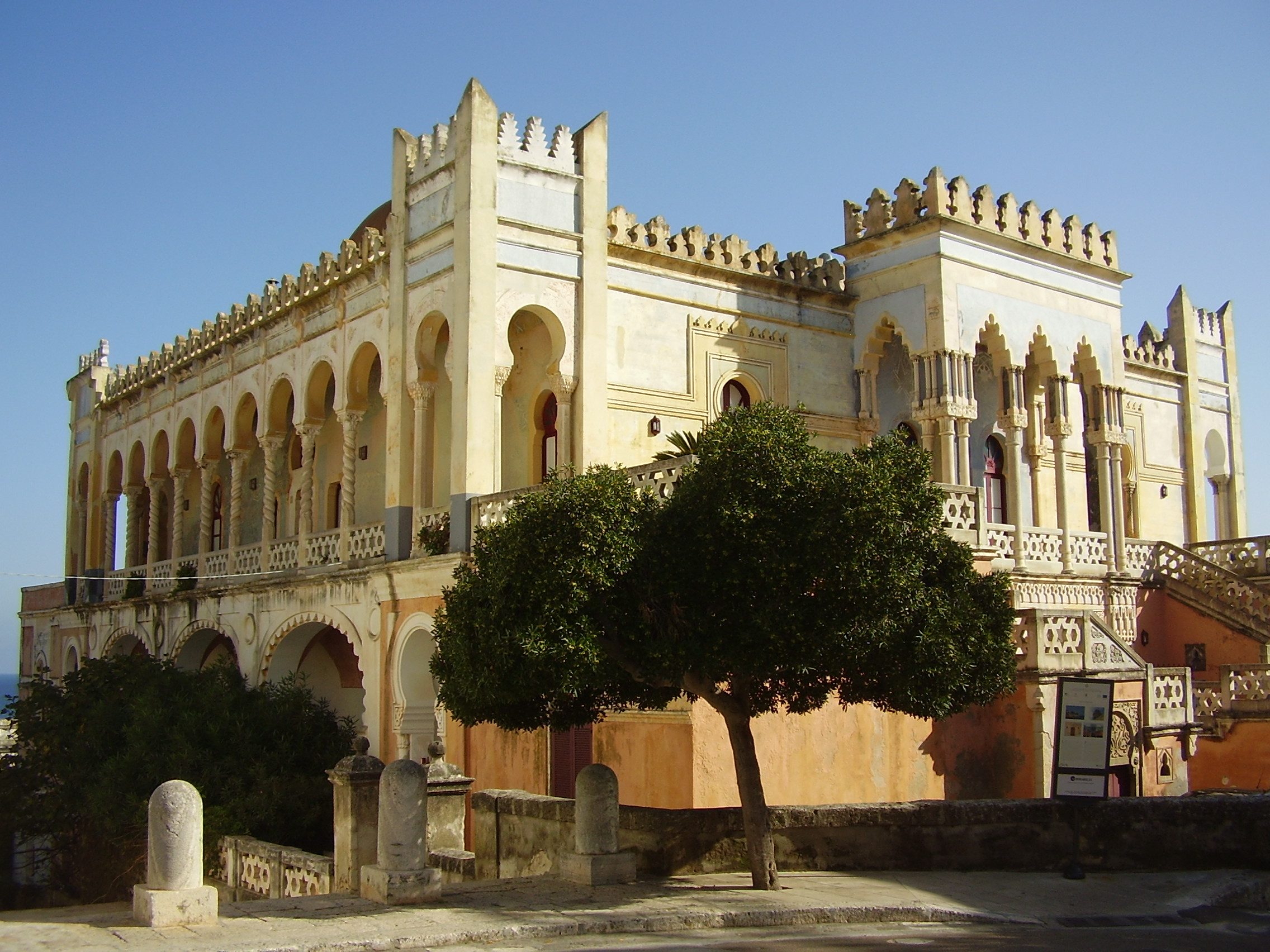
سانتا شيزاريا تيرمي
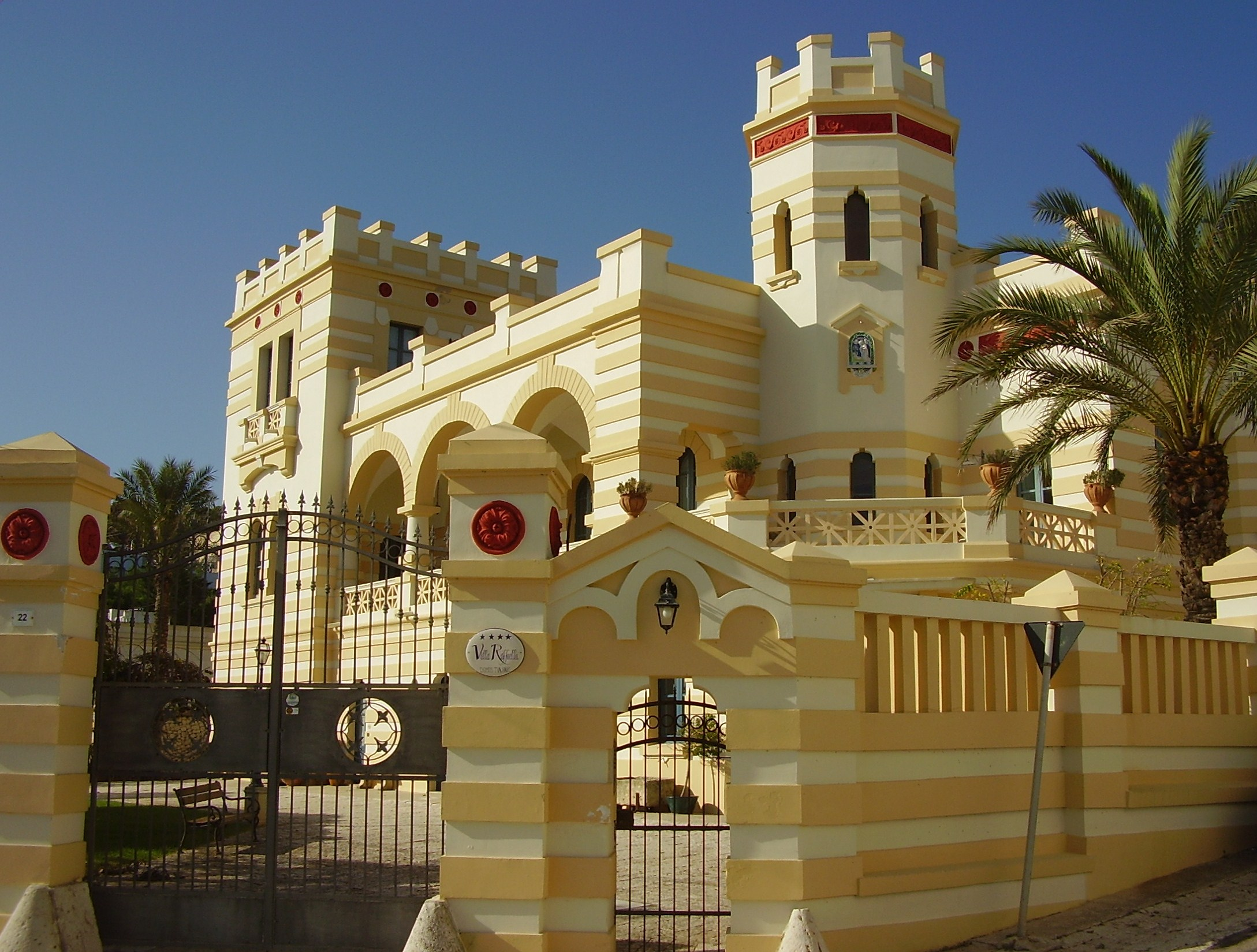
سانتا شيزاريا تيرمي
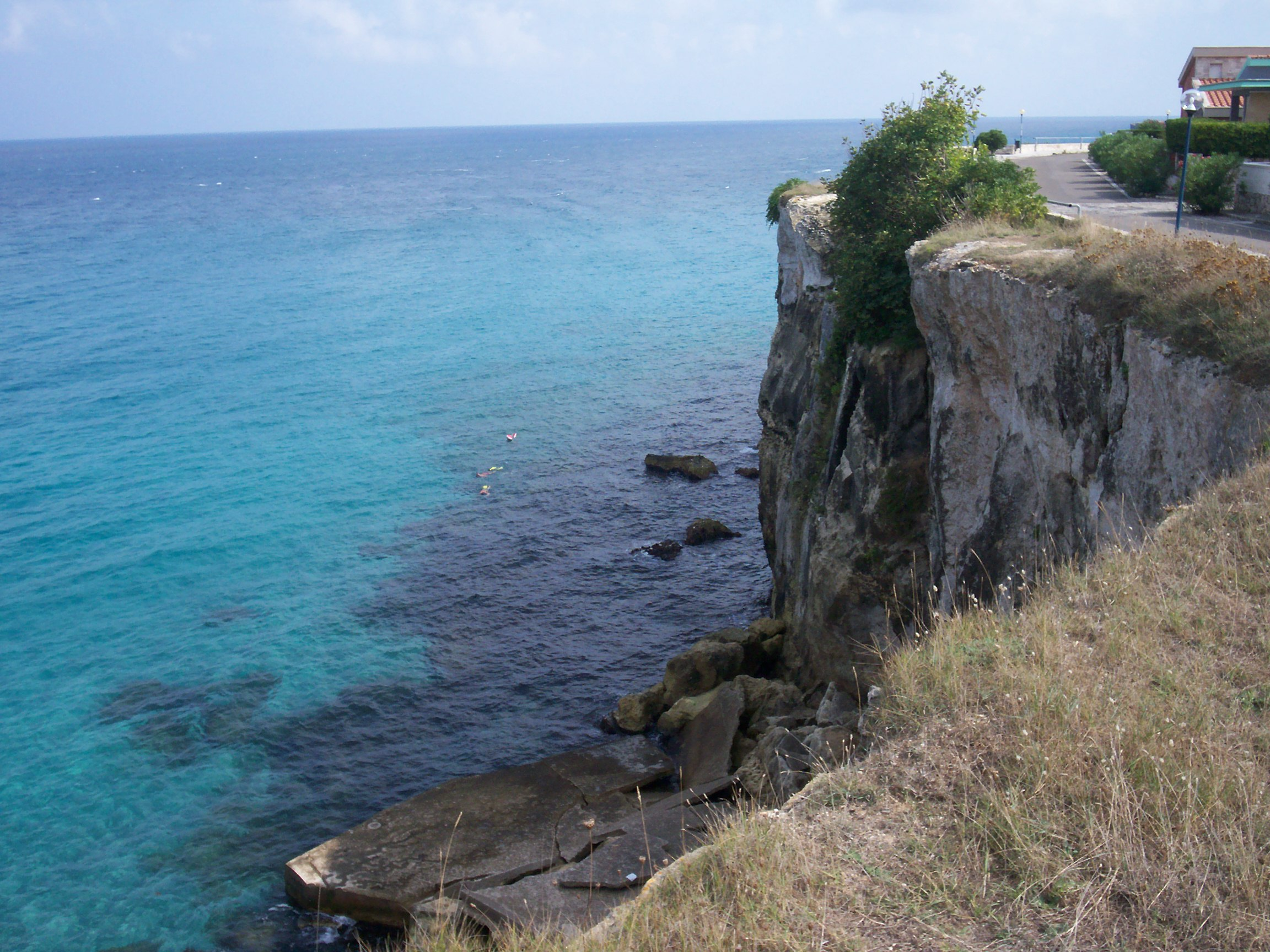
توري ديل أورسو
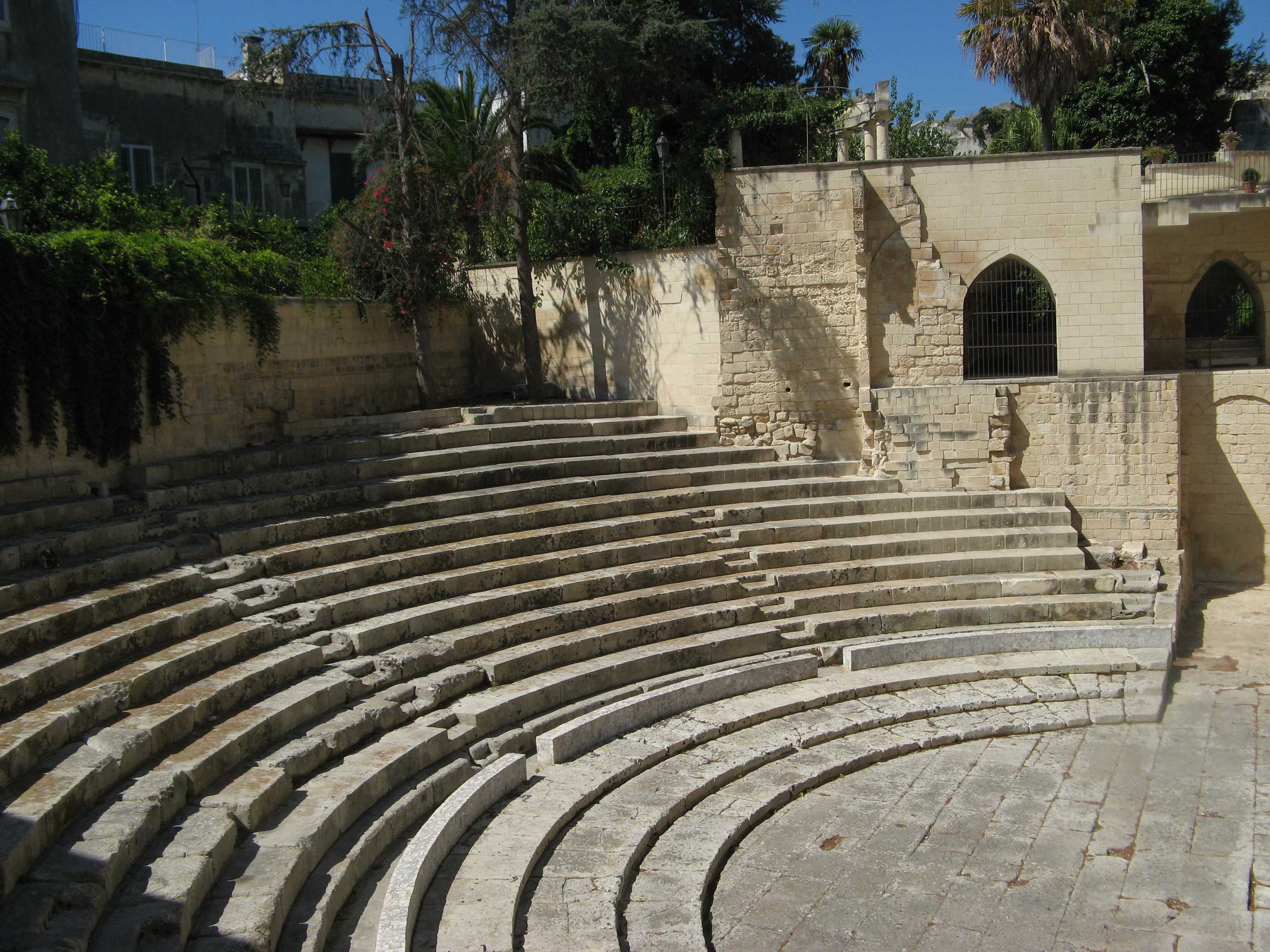
تياترو رومانو دي ليتشي
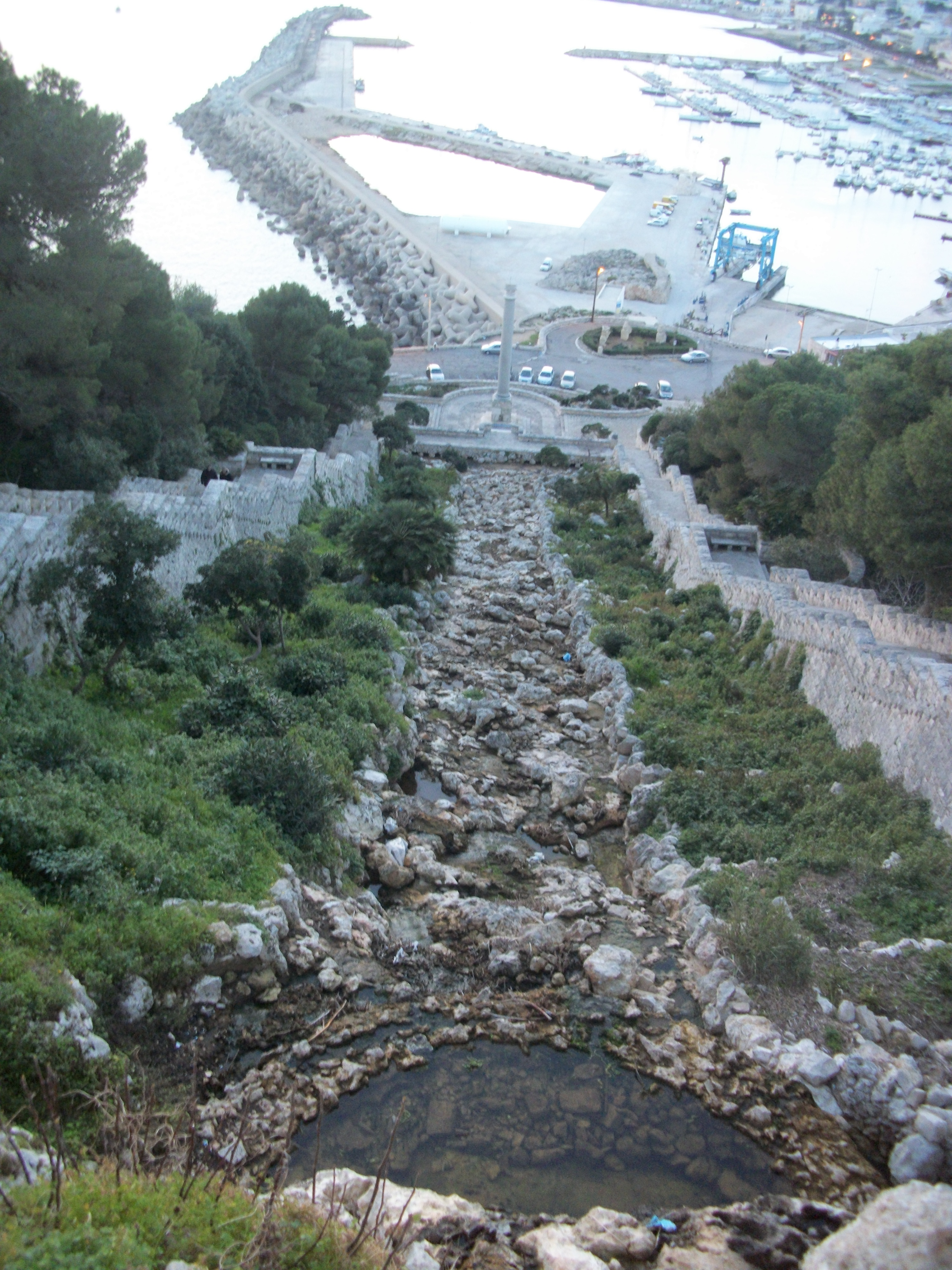
سانتا ماريا دي ليوكا